# Apodasya kenyensis
Apodasya kenyensis là một loài bọ cánh cứng trong họ Cerambycidae.